# Abdollah Mojtabavi
Abdollah Mojtabavi (Teherán, Irán, 4 de enero de 1925-13 de enero de 2012) fue un deportista iraní especialista en lucha libre olímpica donde llegó a ser medallista de bronce olímpico en Helsinki 1952.

## Carrera deportiva
En los Juegos Olímpicos de 1952 celebrados en Helsinki ganó la medalla de bronce en lucha libre olímpica estilo peso wélter, tras el estadounidense William Smith (oro) y el sueco Per Berlin (plata).